# 4기 SK가스배 신예프로10걸전
4기 SK가스배 신예프로10걸전은 한국기원이 주관하고 경향신문이 주최하여 본원 소속 만 25세 이하 5단 이하 전문기사로 참가한 신예 기전이다. 결승에서는 형제기사로 비금도 출신으로 작은 이상훈(小) 三단이   이세돌 三단 을 2:1으로 꺾고 우승을 차지했다.

## 순위결정전
| 최종전     | A조             | 전적 | 전적 | B조         |
| ---------- | --------------- | ---- | ---- | ----------- |
| 결승 3번기 | 이상훈(大) 三단 | 2    | 1    | 이세돌 三단 |
| 3~4위전    | 김명완 五단     | 승   | 패   | 김광식 三단 |
| 5~6위전    | 목진석 五단     | 승   | 패   | 원성진 三단 |
| 7~8위전    | 한종진 四단     | 승   | 패   | 김영삼 五단 |
| 9~10위전   | 박지훈 三단     | 승   | 패   | 유경민 二단 |

### 대국 결과
| 대진     | 연도   | 대국일자  | 승자            | 패자            | 결과            | 기보 |
| -------- | ------ | --------- | --------------- | --------------- | --------------- | ---- |
| 9~10위전 | 2000년 | 9월 28일  | 박지훈 三단     | 유경민 二단     | 131수 흑 불계승 |      |
| 7~8위전  | 2000년 | 9월 28일  | 한종진 四단     | 김영삼 五단     | 229수 흑 불계승 |      |
| 5~6위전  | 2000년 | 10월 5일  | 목진석 五단     | 원성진 三단     | 115수 흑 불계승 |      |
| 3~4위전  | 2000년 | 10월 5일  | 김명완 五단     | 김광식 三단     | 129수 흑 불계승 |      |
| 결승 1국 | 2000년 | 10월 6일  | 이상훈(大) 三단 | 이세돌 三단     | 156수 백 불계승 |      |
| 결승 2국 | 2000년 | 10월 24일 | 이세돌 三단     | 이상훈(大) 三단 | 218수 백 불계승 |      |
| 결승 3국 | 2000년 | 11월 1일  | 이상훈(大) 三단 | 이세돌 三단     | 202수 백 불계승 |      |